# Johann Immanuel Müller (Komponist)
Johann Immanuel Müller (* 1. Januar 1774 in Schloßvippach, Thüringen; † 25. April 1839 in Erfurt) war ein deutscher Organist, Kantor, Musikdirektor und Komponist.

## Leben
Müller erhielt als Kind seine erste musikalische Ausbildung, bevor er 1785 nach Erfurt umsiedelte. Hier erhielt er Orgelunterricht durch Georg Heinrich Kluge. 1788 trat er in das dortige Ratsgymnasium ein und wurde mit zwanzig Jahren Organist an der Reglerkirche. Nach ein paar Jahren als Kantor und Organist in Kerspleben wurde er 1810 als Kantor an die Kaufmannskirche berufen, wo er 1818 den ersten Gesangverein der Stadt gründete. 1820 wurde er zum Musikdirektor des Ratsgymnasiums ernannt.
1839 erlag Müller einem Nervenschlag. Er hinterließ seine Frau, zwei Söhne und eine Tochter.

## Werke
Müllers bekanntestes Werk wurde das Beresinalied zu einem Gedicht von Carl Ludwig Giesecke; es ist vor allem in der Schweiz als patriotisches Lied populär.
Unter seinen weiteren Werken finden sich u. a. 3 Sinfonien, 4 Ouvertüren, zahlreiche Kammermusikwerke, ein Oratorium sowie etwa 30 Kirchenmusikwerke (Kantaten, Hymnen, Motetten).